# Juventus Koncert Fúvószenekar Sopron
A Juventus Koncert Fúvószenekar Sopron 1962-ben megalakult együttes. Elsődleges céljuknak a német nemzetiségi kultúra ápolását tűzték ki. 1982-től a zenekar neve: Úttörő és Ifjúsági Fúvószenekar, 1988-tól Ifjúsági Fúvószenekar, jelenlegi nevét 1999-ben vette fel.

## Története
Az együttes 1962-ben a Fenyő Téri Általános Iskolában alakult és alapvető célja a német nemzetiségi kultúra ápolása volt.
1964-ben Csillebércen szerepeltek. Alapító karmestere Tarján János, majd 1972-ben Fohner János vette át a zenekar irányítását. 1975-tól Dr. Friedrich András a zenekar karmestere.
Első jelentősebb külföldi fellépésük 1976-ban, Moszkvában volt. A soproni, majd a komlói ifjúsági fúvószenekari találkozón belföldi hírnevük erősödött.
A zenekari tagok tartós és rendszeres utánpótlása az 1970-es évek végén, 1980-as évek elején oldódott meg, amikor folyamatosan érkeztek a zenekarhoz a fúvószene iránt érdeklődő zeneiskolások.
A fellépések száma gyarapodott a helyi térzenékkel, majd a Soproni Ünnepi Hetek állandó résztvevője lett az együttes.
A zenekart 2024 áprilisától Friedrich Gergely vezeti, aki 49 éves szolgálata után vette át az együttest édesapjától.

## Jelentősebb belföldi és külföldi szereplések
1979: Trencsén (Csehszlovákia)
1983: Veszprém
1986: Älmhult (Svédország)
1987: Komárom (Csehszlovákia), Sopronnyék (Ausztria), Zánka
1988: Erfurt (Németország)
1990: Paderborn (Ausztria - Európa ház Nemzetközi Rendezvény)
1992: Dedemsvaart (Hollandia)
1993: Dedemsvaart (Hollandia)
1994: Vedbaek, Koppenhága (Dánia), Neudrossenfeld (Németország)
1995: Rorschach (Svájc), Kempten (Németország)
1996: Nabburg (Németország)
1997: Bolzano (Olaszország), Kempten (Németország)
1998: Mór, Neudrossenfeld (Németország), Bécsi Ünnepi Hetek (Ausztria)
1999: Bécsi Ünnepi Hetek (Ausztria)
2000: Nürnberg (Németország)
2024: Kempten (Németország)

## Sikerek
Az ausztriai kapcsolatok az 1980-as évek elejétől kezdődtek, majd 1992 óta több alkalommal ausztriai minősítéseken is kiváló eredményeket ért el a zenekar. A hazai fesztiválokon 1983-ban, 1985-ben és 1987-ben képviselte az együttes Győr-Moson-Sopron megyét. Az 1988-as "Kiemelt Aranydiploma" minősítés eredményeként 1989-ben a rostocki "Ezüst Griff" Nemzetközi Ifjúsági Fúvószenekari Fesztiválon már a magyar színeket képviselte a zenekar.
Az 1990-ben létrehozott Ifjú Fúvósokért Alapítvány segítségével, a Liszt Ferenc Művelődési Ház, valamint a Gyermekek Háza költségvetési támogatása mellett megerősödött a zenekar gazdasági háttere.
A kiemelkedő szakmai munka elismeréseként 1991-ben a Magyar Köztársaság Kiváló Együttese címet, majd a "Nemzetközi Fesztiválzenekar Arany Minősítést" ért el a művészeti csoport.
1992 tavaszán készült el az első műsoros hangkazetta, 1995-ben jelent meg a "Térzene Sopronban" című CD és kazetta, 2001-ben az "Itt van a harmadik", 2004-ben pedig a "Zene határok nélkül" című album került kiadásra.
Kiemelkedő élmény az együttes számára, hogy 1991 óta minden évben aktív részese a Magyar Fúvószenei Szövetség nyári Karmesterképző táborának. A 2000. év végén a zenekar Magyarországon először a C.I.S.M. ajánlásának megfelelően "eurokonform" minősítésen vett részt, és kiemelt aranydiploma fokozatot ért el a koncertzenekari kategóriában.
(C.I.S.M.: Confédération Internationale des Sociétés Musicales, Nemzetközi Zenei Szövetség.
Elnöke svájci, a bankkapcsolat lichtensteini, a vezetőségben német, francia, holland és szlovén tagok foglalnak helyet. A Magyar Fúvószenei és Mazsorett Szövetség 1998 óta tagja. A szövetség fő célja a fúvószene és az ahhoz kapcsolódó művészeti ágak művelésének magas színvonalon tartása, versenyek szervezése, a kortárs fúvós művek rendelése.)
A zenekar 2001-ben a sonthofeni "Via Salina" Eurégiós Fesztiválon vett részt. 2002-ben ünnepelte fennállásának 40. évfordulóját, melyen a Magyar Fúvószenei Szövetség Archiválva 2013. október 31-i dátummal a Wayback Machine-ben díszoklevelét, Sopron Megyei Jogú Város Önkormányzatának "Sopronért" oklevelét kapta meg.
2003-ban a II. Kiskőrösi Fúvószenekari és Mazsorett versenyen a zenekari kategóriában I. díjat, a zenekari és mazsorett kategóriában III. díjat nyert. Különdíjak közül zenekari tag kapta a legjobb szólista és a legjobb tamburmajor díjat. 2004-ben a városi és hazai fellépések mellett először járt Szlovéniában, hosszú idő után Szlovákiában. Kismartonban, ausztriai minősítésen kiemelt első díjat, a schladmingi "Mid Europe" fúvószenekari versenyen ötödik helyezést ért el a zenekar.
2005-ben az újbóli meghívásnak eleget téve, ezúttal hetedik helyezést ért el az együttes Schladmingban, majd az itthoni, 3. alkalommal megrendezett Kiskőrösi Nemzetközi Fúvószenekari-, Mazsorett Verseny és Fesztiválon az előkelő 2. helyezést szerezték meg. Az évzáró ünnepi koncertek előtt még egy kiemelkedő rendezvényen vett részt a zenekar: a Magyar Fúvószenei és Mazsorett Szövetség X. Országos Minősítésén 'C' fokozatban, a koncertfúvós kategóriában 95, míg a szórakoztató (show) kategóriában 96 összpontszámmal kiemelt arany minősítést kapott.
2005 augusztusában bejegyezték az új alapítványt, mely Soproni Juventus Koncert Fúvószenekar Alapítvány néven felügyeli a zenekar gazdasági és technikai működését. 2005. szeptember 1-jétől az utánpótlás együttes szakmai irányítását Vida Mihály vette át.
A zenekar székhelye 1977-ig a Fenyő Téri Általános Iskolában, majd a bánfalvi Klubkönyvtárban volt, s 1981 végén került az akkori Úttörőházhoz. 1982-től a zenekar neve: Úttörő és Ifjúsági Fúvószenekar, 1988-tól Ifjúsági Fúvószenekar. Az intézmény különböző átszervezések, integrációk után a Liszt Ferenc Művelődési Ház szervezetébe került, s Gyermekek Háza néven működött tovább.
A Gyermekek Háza 1998 végén megszűnt, funkcióját, feladatait lényegesen kibővítve a Gyermek és Ifjúsági Központ vette át. A zenekar állandó próbaterme, székhelye sokáig itt volt. Az együttes a "Juventus Koncert Fúvószenekar Sopron" nevet 1999-ben vette fel.
2010-ben már, a NYME-KTK épületében vannak a próbák ill. az egyetem aulájában kerülnek rendszeres megrendezésre, az Adventi és Tavaszi hangversenyek.